# Инь Юн (политик)
Инь Юн (кит. 殷勇, род. август 1969, Сяогань, Хубэй) — китайский банкир, государственный и политический деятель, мэр Пекина с 28 октября 2022 года.
Член Центрального комитета Компартии Китая 20-го созыва.

## Биография
Родился в августе 1969 года в специальном районе Сяогань, провинция Хубэй. В 1987 году поступил на факультет автоматизации Университета Цинхуа (Пекин), по окончании которого получил диплом по специальности «автоматизация систем управления». Учился в Гарвардском университете, магистр государственного управления.
В мае 1994 года вступил в Коммунистическую партию Китая. В январе 1997 года принят на работу в отдел управления резервами Государственного валютного управления КНР (ГВУ). С 2001 по 2002 гг. занимал должность заместителя директора сингапурского подразделения ГВУ China Investment Corporation.
19 августа 2015 года Инь назначен помощником председателя Народного банка Китая. 27 декабря 2016 года утверждён заместителем председателя Народного банка, став при этом самым молодым топ-менеджером на данной должности в истории банка.
19 января 2018 года вступил в должность вице-мэра Пекина, спустя десять месяцев вошёл в состав Постоянного комитета пекинского горкома КПК. С июня 2022 года — вице-мэр и заместитель секретаря горкома КПК Пекина.
28 октября 2022 года решением 44-й сессии Постоянного комитета горкома КПК Пекина 15-го созыва назначен временно исполняющим обязанности мэра города. Утверждён в должности 18 января следующего года на 1-м пленуме Собрания народных представителей Пекина 16-го созыва.